# Château de Sarron
 (septembre 2015).
Si vous disposez d'ouvrages ou d'articles de référence ou si vous connaissez des sites web de qualité traitant du thème abordé ici, merci de compléter l'article en donnant les références utiles à sa vérifiabilité et en les liant à la section « Notes et références ».
Le château de Sarron est situé sur la commune de Fourneaux dans le département français de la Loire. 
Il a pris ce nom au début du XXe siècle, et était connu jusque-là sous l'appellation Les Forges. Le nom de Sarron lui vient de la famille qui l'a occupé pendant plus de 350 ans. La paroisse de Fourneaux était divisée en deux parties, Fourneaux Vernand (du nom d'un hameau situé à l'ouest du village) et Fourneaux Sarron pour la partie Nord Est; le partage était fait par le milieu de l'église. Cette appellation de Sarron donnée à la partie du village où se trouve le château des Forges a progressivement conduit à abandonner l'appellation Les Forges.

## Origine et architecture
Les premières bases du bâtiment datent sans doute du XIIIe siècle. On peut imaginer que cette construction prenait le relais d'une implantation plus ancienne et plus stratégique sur une colline au-dessus de l'actuel bâtiment. il est difficile de savoir ce qui existait à l'époque, mais la structure actuelle permet d'imaginer un ensemble entouré de douves comprenant une tour carrée (donjon) à l'arrière du bâtiment et des bâtiments bas formant la cour.
Au XVe siècle ont été ajoutées deux tours ou trois tours, l'une pour l'entrée dans la cour l'autre venant agrémenter la façade ouest. L'ensemble a été profondément remanié dans la deuxième moitié du XVIe siècle pour établir la structure actuelle: construction des bâtiments est et ouest assurant la liaison entre la tour d'entrée et le donjon, formant une cour intérieure agrémentée d'arcades au rez-de-chaussée et d'une galerie ouverte soutenue par des colonnes rondes en pierre jaune au 2e étage. Au même moment a été créé un escalier à vis en pierre  pour l'accès aux étages.
Au XVIIIe siècle une construction est venue compléter la façade est et cacher l'est du donjon. Sans doute au XVIIe siècle, l'ensemble a été entouré d'un mur de protection construit à l'extérieur des douves et ornés de quatre tours carrées à chaque angle (trois subsistent aujourd'hui). Cette protection s'est accompagnée de la création d'une grande terrasse devant la maison soutenue par un mur en pierre séparant la terrasse du jardin potager. En bas du jardin avait été créée une pièce d'eau longue et étroite connue depuis son origine sous l'appellation le canal. L'ensemble a été complété dans les premières années du XXe siècle par un étang en fond de vallée.
D'importants travaux ont été faits entre 1850 et 1870 pour donner à la demeure un aspect moderne : suppression des douves dont l'existence au moment de la révolution est attestée par l'octroi du droit de pêche après réquisition des biens ; suppression des meneaux sur les fenêtres, ouvertures et agrandissement de fenêtres.
En 1846 a été achevée et inaugurée une chapelle seigneuriale de style néogothique: la consécration en 1846 par le Cardinal de Bonald est perpétuée par une inscription sur une plaque en marbre située dans la chapelle. Cette chapelle prenait la suite d'une ancienne chapelle fondée par l'un des premiers possesseurs des Forges qui l'avait dédiée à saint Laurent.
La structure du château proprement dit n'a plus été retouchée depuis le milieu du XIXe siècle.

## Les familles successivement propriétaires
Au XIIIe siècle le fief des Forges appartenait à une famille féodale locale la famille de Thelis. Cette famille en était encore propriétaire à la fin du XVe siècle.
Vers 1490, un échange est fait entre le Sieur de Sarron, demeurant à Theizé (en Beaujolais) et Mr de Thelis. Ce dernier remet à M. de Sarron la totalité de sa propriété des Forges et des droits seigneuriaux qui y sont attachés et qui s'étendaient jusqu'à Valsonne (Rhône), en échange de quoi M. de Sarron remet à M. de Thelis tous ses biens situés à Theizé. On ignore la cause de cet échange. On sait simplement qu'au moment de l'échange d'autres membres de la famille de Sarron habitaient le château de Rochefort situé à 5 km environ sur la commune d'Amplepuis.
Les Sarron vont entreprendre les profondes restructurations architecturales évoquées ci-dessus. Ils vont rester aux Forges jusqu'au dernier Sarron qui n'aura qu'une fille, Coralie devenue Mme Artaud de la Ferrière. Cette dernière n'aura pas d'enfant et laissera ses biens aux neveux de son mari.
L'avant-dernier Sarron, dit le Marquis de Sarron avait épousé une Pupil de Mions, famille largement enrichie au milieu du XVIIIe siècle et qui apportait à son époux le château de Fléchère mois rude à habiter que les Forges. Par ailleurs le marquis de Sarron s'était impliqué dans une grosse opération de restructuration immobilière à Lyon, conduite par l'ingénieur Perrache pour repousser le confluent entre Rhône et Saône à la Mulatière. L'opération fut une catastrophe financière mais elle permit au marquis de Sarron de se faire construire un hôtel particulier sur des terrains conquis sur les cours d'eau, rue de la Charité.
Le Marquis de Sarron prit part à la défense de Lyon avec l'armée de Précy et après la défaite de cette armée par les armées révolutionnaires il fut fusillé dans la plaine des Brotteaux. Son fils, le dernier marquis de Sarron part se réfugier en Suisse. Il en reviendra pendant l'Empire et sera nommé maire de Fourneaux. Il semble qu'il ait retrouvé sa propriété des Forges sans difficulté majeure, sans les meubles vendus pendant son exil. À sa mort tous ses biens sont transmis à sa fille Coralie Artaud de la Ferrière morte sans postérité.
Les héritiers de celle-ci vendent la propriété des Forges à Monsieur Roux de la Plagne, implanté dans le Forez. C'est lui qui lance les profondes transformations évoquées ci-dessus pour moderniser la demeure.
À sa mort la propriété est partagée entre son épouse et ses fils qui la vendront en 1887 à Louis Neyrand, ingénieur civil des mines né en 1853. Sa famille en est toujours propriétaire.